# Beniamin
Beniamin là một đô thị thuộc tỉnh Shirak, Armenia. Dân số ước tính năm 2011 là 684 người.